# Bothrogonia foveolata
Bothrogonia foveolata är en insektsart som beskrevs av Victor Antoine Signoret 1853. Bothrogonia foveolata ingår i släktet Bothrogonia och familjen dvärgstritar. Inga underarter finns listade i Catalogue of Life.